# Зельин, Константин Константинович
Константи́н Константи́нович Зельи́н (13 (25) марта 1892 года, Москва, Российская империя — 30 марта 1983, Москва, СССР) — советский историк античности, специалист по Древней Греции, в особенности по эллинизму, а также в области экономической структуры и социально-политической истории древнего мира. Доктор исторических наук (1963). С 1938 года работал в Институте истории АН СССР. Один из редакторов журнала «Вестник древней истории». Известен работами по истории архаической Греции и эллинистического Египта.

## Биография
Первоначально получил образование в Московской консерватории, считался подающим надежды пианистом.
Окончил историко-филологический факультет Московского университета (1916); ученик академиков Р. Ю. Виппера, А. В. Никитского, М. М. Покровского, а также профессора Н. И. Новосадского. Был оставлен при университете для подготовки к профессорскому званию. С 1918 года преподавал русский язык и историю в школах, вёл музыкальные занятия в детских садах и др. В 1921—1925 годах преподавал русский язык на рабфаке им. Артема Московской горной академии. Учился в аспирантуре РАНИОН (1926—1929), где занимался в семинарах В. П. Волгина и И. Д. Удальцова. (В 1940 также окончит двухгодичный курс Марксо-Ленинского университета при МГУ.)
Затем преподавал в Институте красной профессуры. В 1932—1937 годах старший научный сотрудник Государственной академии истории материальной культуры (ГАИМК). В 1934—1955 годах — доцент кафедры истории Древнего мира исторического факультета МГУ (и. о. проф. кафедры древней истории), в 1940 году защитил кандидатскую диссертацию «Очерки по истории Птолемеевского Египта», кандидат исторических наук. Исполнял обязанности заведующего кафедрой истории Древнего мира МГУ в эвакуации в Ашхабаде (1941—1942). Читал лекции по истории Древнего Востока и Древней Греции. По совместительству также работал в МПИ им. К. Либкнехта (1935—1938) и МГПИ[уточнить] (1944—1946). 
С 1938 по 1941 и с 1950 по 1968 год был старшим научным сотрудником Института истории АН СССР, с 1968 года — в Институте всеобщей истории; после выхода на пенсию в 1973 году — научный сотрудник-консультант.
С 1960 года член редколлегии, в 1966 году стал заместителем главного редактора журнала «Вестник древней истории» С. Л. Утченко.
Был женат; единственный сын умер от ран, полученных на фронте в годы Великой Отечественной войны.

## Научная деятельность
Исследовал проблемы ранней греческой философии, социальной истории Аттики архаической эпохи, эллинизма, характер социально-экономических отношений и роль внеэкономического принуждения в античном обществе. К. К. Зельин рассматривал эллинизм как конкретно-историческое явление, подчёркивая, что его не следует возводить в социологическую категорию этапа развития рабовладельческого общества. В социальных конфликтах ранней Аттики он видел не только противостояние аристократии и демоса, но и соперничество локальных элит. При изучении истории эллинизма, особенно Египта, Зельин выделил многообразие форм зависимости, которые не могут быть сводимы только к чистому рабству. По замечанию А. А. Формозова: «Московский египтолог К.К. Зельин, опубликовавший рецензию на учебник Струве, содержащую серьезные замечания, потерял возможность работать по избранной специальности и вынужден был заняться античностью» .
Историк науки С. Б. Крих отмечал, что Зельин критически относился к «перекосам» методологии советской науки об античности уже в период её складывания в 30-е гг.
Как отмечает Сергей Карпюк (2022), в научном сообществе жизнь Зельина воспринимается как образец служения науке, а его труды до сих пор не утратили научную значимость.
А. М. Скворцов указывает Зельина в числе «мэтров антиковедения». И. Е. Суриков высказывался, что «взгляды гениального (не побоимся этого слова) ученого К. К. Зельина и поныне актуальны и еще долго (возможно, всегда) будут учитываться самым серьезным образом».

## Публикации
- Исследования по истории земельных отношений в эллинистическом Египте II–I вв. до нашей эры. М., 1960;
- Борьба политических группировок в Аттике в VI в. до нашей эры. М., 1964;
- Новые публикации папирусов по истории Египта и Сирии с конца III до начала VIII в. до н.э. // ВДИ. 1964. №4. С. 103–130;
- Формы зависимости в Восточном Средиземноморье в эллинистический период. М., 1969 (совместно с М. К. Трофимовой).

Статьи
- Основные черты эллинизма // Вестник древней истории. 1953. № 4;
- Некоторые основные проблемы истории эллинизма // Советская археология. 1955. № 4.